# Coleraine Football Club
El Coleraine Football Club és un club de futbol nord-irlandès de la ciutat de Coleraine.

## Història
El Coleraine FC va ser fundat el juny de 1927 com a resultat de la fusió de dos clubs locals, el Coleraine Olympic i el Coleraine Alexandra. El color original del club fou tot blanc, d'on prové el seu sobrenom de The Lilywhites. Guanyà la seva primera copa l'any 1965 i la primera lliga el 1973-74.

## Jugadors destacats
- Jimmy Kelly
- Willie McFaul
- Bertie Peacock
- Harry Gregg
- Gerry Mullan
- Gareth McAuley
- Jim Platt

## Palmarès
- Lliga nord irlandesa de futbol: 1
  - 1973/74
- Copa nord irlandesa de futbol: 5
  - 1964/65, 1971/72, 1974/75, 1976/77, 2002/03
- Copa de la Lliga nord irlandesa de futbol: 1
  - 1987/88
- Lliga nord irlandesa-First Division: 1
  - 1995-96
- Gold Cup: 4
  - 1932, 1958, 1969, 1975
- Top Four Trophy
  - 1968/69
- City Cup: 2
  - 1953/54, 1968/69
- Ulster Cup: 7
  - 1965/66, 1968/69, 1969/70, 1972/73, 1975/76, 1985/86, 1996/1997
- Blaxnit Cup: 2
  - 1969, 1970
- North West Senior Cup: 17
  - 1955, 1956, 1958, 1959, 1961, 1968, 1970, 1981, 1982, 1983, 1988, 1989, 1992, 1995, 2001, 2003, 2005